# Dimitra Papadea
Dimitra Papadea (grč. Δήμητρα Παπαδέα; Atina, 21. avgust 1991), poznatija pod pseudonimom Demi (engl. Demy) je grčka pevačica potpisana sa grčkom nezavisnom izdavačkom kućom Panik Records. Dimitra je predstavljala Grčku na izboru za Pesmu Evrovizije 2017. sa pesmom „This Is Love”.

## Diskografija

### Studijski albumi
- #1 (2012)
- (2014)

### EP
- -{Mono Mprosta (2012)
- Poses Xiliades Kalokairia (2012)}-

### Singlovi
- -{Μia Zografia (2011)
- Μono Mprosta (2011)
- Falling (2012)
- Poses Xiliades Kalokairia (2012)
- Η Ζoi (2012)
- Ki An Prospatho (2013)
- The Sun (2013)
- Μeno (2013)
- Nothing Better (2014)
- Oso O Kosmos Tha Exei Esena (2014)
- Rodino Oneiro (2014)
- Proti mou fora (2015)
- Where Is The Love (2015)
- Εmeis (2015)
- H Alitheia Moiazei Psema (2015)
- You Fooled Me (2016)
- Tha Meineis Feugontas (2016)
- Kati Pige Strava (2016)
- Isovia Mazi (2016)}-

## Spoljašnje veze
- Demi na mreži Tviter
- Demi na mreži Instagram